# ミス・ワールド1956
ミス・ワールド1956（第6回ミス・ワールド決勝）は、1956年10月15日、ロンドンのLyceum Ballroom（現・リセウム・シアター）で開催された。24人の出場者のなかから西ドイツのペトラ・シュルマンが優勝。ミス・ワールド1955のスーザナ・デュイムによって戴冠される。日本からは戸倉緑子が出場し、第4位に入賞している（2021年現在、日本代表として最高順位）。

## エピソード
勝者の発表に際して運営サイドの不手際があった。
6人のファイナリストが並んで紹介されたとき、米国代表のベティー・レーン・チェリーがサッシュを着けているのを見たBBCのアナウンサーは言った：「おや、優勝はミスUSAのようです。サッシュを着けています」 すると担当者は慌ててサッシュをひったくる。アナウンサー：「失礼しました。何かあったようです」結局、サッシュとミス・ワールドの称号はペトラ・シュルマンに渡された。チェリー本人の証言によると、「誰かが後ろに来てサッシュをはがした。審査員らは、私が勝ったつもりでいるのが気に入らなかった」また、「不思議なことに、誰が私の肩にサッシュを掛けたのか審査員らも知らなかった」。なお、ミス・ユニバース2015で誤って優勝と宣言されたアリアドナ・グティエレスと異なり、彼女の場合は正式に優勝とは誰も言ってない。

## 結果

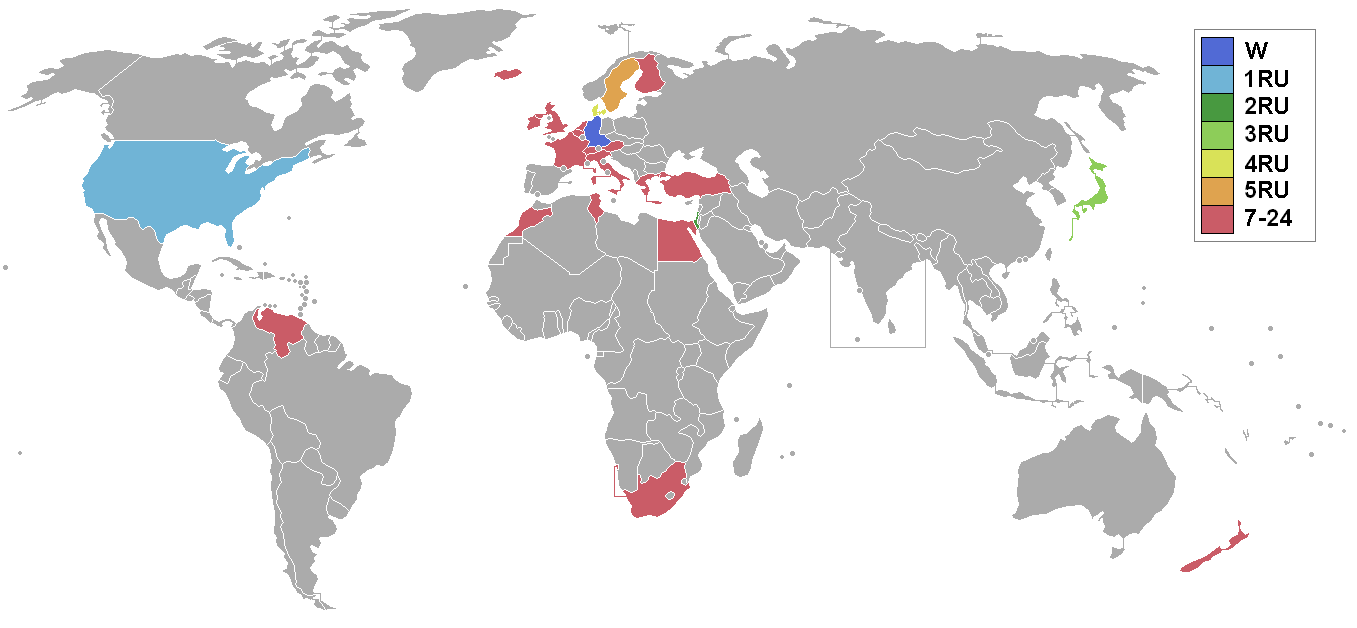
参加国と入賞国

| 最終結果           | 出場者                                                    |
| ------------------ | --------------------------------------------------------- |
| ミス・ワールド1956 | - 西ドイツ – ペトラ・シュルマン †                         |
| 1st Runner-up      | - アメリカ – ベティー・レーン・チェリー Betty Lane Cherry |
| 2nd Runner-up      | - イスラエル – Rina Weiss                                 |
| 3rd Runner-up      | - 日本 – 戸倉緑子                                         |
| 4th Runner-up      | - デンマーク – Anne Rye Nielsen                           |
| 5th Runner-up      | - スウェーデン – Eva Bränn                                |

## 出場者
- オーストリア - Margaret Scherz
- ベルギー - Madeleine Hotelet
- デンマーク - Anne Rye Nielsen
- エジプト - Norma Dugo
- フィンランド - Sirpa Helena Koivu
- フランス - Geneviève Solare
- 西ドイツ - ペトラ・シュルマン †
- イギリス - Iris Alice Kathleen Waller
- ギリシャ - Maria Paraloglou
- Holland - Ans van Pothoven
- アイスランド - Ágústa Guðmundsdóttir [5]
- アイルランド - Amy Kelly [5]
- イスラエル - Rina Weiss
- イタリア - Angela Portaluri
- 日本 - 戸倉緑子 [6]
- モロッコ - Lydia Marin
- ニュージーランド - Jeannette de Montalk
- 南アフリカ連邦 - Norma Vorster
- スウェーデン - Eva Bränn
- スイス - Yolanda Daetwyler
- チュニジア - Pascaline Agnes
- トルコ - Suna Tekin
- アメリカ - ベティー・レーン・チェリー
- ベネズエラ - Celsa Pieri

### 初参加
- 日本
- モロッコ
- ニュージーランド
- 南アフリカ連邦
- チュニジア

### 再参加
- エジプト
- スイス
- トルコ

（前回参加はミス・ワールド1954）

### 撤退
- オーストラリア
- セイロン
- キューバ
- ホンジュラス
- モンテカルロ